# Карл Роджърс
Карл Ренсъм Роджърс (на английски: Carl Ransom Rogers) е влиятелен американски психолог и заедно с Ейбрахам Маслоу е основател на хуманистичния подход в психологията.

## Биография
Роден е на 8 януари 1902 година в Оук Парк, САЩ. Получава образование в Университета на Уисконсин, Теологическата семинария и Колумбийския университет. Заема поста президент на Националния изследователски съвет на Американската психотерапевтична академия.
Сферата на интереси на Роджърс освен психотерапия са педагогика, междукултурна комуникация и решение на междунационални конфликти. Той разработва психотерапевтична система, която е втората по популярност, отстъпвайки място единствено на Фройд. Психотерапевтичния му подход, наричан по различни начини (недиректно консултиране, клиент-центрирана терапия и центрирана към човека терапия) е широко практикуван. Неавторитарния му подход към пациента се характеризира с либералност и толерантност. Терапията му се концентрира върху субективните или феноменологични преживявания на клиента. Смята, че хората притежават тенденция към самоактуализация, която осигурява здраве и растеж. Терапевтът действа като подпомагащ отстраняването на емоционалните блокировки или спънки към растежа и спомага за съзряването и асимилацията на нови преживявания.
Умира на 4 февруари 1987 година в Сан Диего на 85-годишна възраст.

## Избрана библиография
- Rogers, Carl. (1939). Clinical Treatment of the Problem Child.
- Rogers, Carl. (1942). Counseling and Psychotherapy: Newer Concepts in Practice.
- Rogers, Carl. (1951). Client-centered Therapy: Its Current Practice, Implications and Theory. London: Constable. ISBN 1-84119-840-4. Excerpts
- Rogers, Carl. (1959). A Theory of Therapy, Personality and Interpersonal Relationships as Developed in the Client-centered Framework. In (ed.) S. Koch, Psychology: A Study of a Science. Vol. 3: Formulations of the Person and the Social Context. New York: McGraw Hill.
- Rogers, Carl. (1961). On Becoming a Person: A Therapist's View of Psychotherapy. London: Constable. ISBN 1-84529-057-7.
  - Роджърс, Карл. Израстването на личността. Изд. Изток-Запад, 2018
- Rogers, Carl. (1969). Freedom to Learn: A View of What Education Might Become. (1st ed.) Columbus, Ohio: Charles Merill. Excerpts
- Rogers, Carl. (1970). On Encounter Groups. New York: Harper and Row.
- Rogers, Carl. (1977). On Personal Power: Inner Strength and Its Revolutionary Impact.
- Rogers, Carl. (1980). A Way of Being. Boston: Houghton Mifflin
  - Роджърс, Карл. Начин да бъдеш. Изд. Изток-Запад, 2015